# La Légende de Zatoïchi : Zatoïchi contre Yojimbo
Série Zatoichi
La Légende de Zatoïchi : Les Tambours de la colère
(1968) La Légende de Zatoïchi : Le Shogun de l'ombre
(1970)
Pour plus de détails, voir Fiche technique et Distribution.
La Légende de Zatoïchi : Zatoïchi contre Yojimbo (座頭市と用心棒, Zatōichi to yōjimbō) est un film japonais réalisé par Kihachi Okamoto, sorti en 1970. C'est le 20e film de la série des Zatoïchi. Il a enregistré le plus grand succès de la série de films Zatoichi. Dans ce film, Toshirō Mifune joue un personnage similaire à Sanjurō Kuwabatake, le rōnin dans le célèbre film d'Akira Kurosawa Le Garde du corps.

## Synopsis
Le village que Zatoichi a visité il y a trois ans était un village paisible. Mais le village qu'il visita de nouveau avait été transformé par le règne d'un clan yakuza. En apprenant la visite du Zatoichi, Kobotoke no Masagorō, un petit Bouddha, demande à un yojimbo de tuer Zatoichi. Cependant, le yojimbo refuse de le tuer parce que Zatoichi est un aveugle. Il décide finalement de tuer Zatoichi à la condition qu'il reçoive une grosse somme d'argent.

## Fiche technique
- Titre : La Légende de Zatoïchi : Zatoïchi contre Yojimbo
- Titre original : 座頭市と用心棒 (Zatōichi to yōjimbō?)
- Titre anglais : Zatoichi Meets Yojimbo[4]
- Réalisation : Kihachi Okamoto
- Scénario : Kihachi Okamoto et Tesurō Yoshida
- Photographie : Kazuo Miyagawa
- Montage : Toshio Taniguchi (ja)
- Décors : Yoshinobu Nishioka (ja)
- Musique : Akira Ifukube
- Producteurs : Shintarō Katsu et Hiroyoshi Nishioka
- Société de production : Katsu Production
- Société de distribution : Daiei
- Pays d'origine :  Japon
- Langue originale : japonais
- Format : couleur - 2,35:1 - 35 mm - son mono ((Westrex Recording System)
- Genre : Chanbara - yakuza eiga
- Durée : 115 minutes
- Date de sortie :
  - Japon : 15 janvier 1970[5]
  - États-Unis : 17 juillet 1970[4]

## Distribution
- Shintarō Katsu : Zatoïchi
- Toshirō Mifune : Sassa le yojimbo
- Ayako Wakao : Umeno
- Shin Kishida : Kuzuryu Atobe
- Toshiyuki Hosokawa : Gotō Sanemon
- Masakane Yonekura : Kobotoke no Masagorō
- Minori Terada : Yogo
- Shigeru Kōyama : Wakiya Jinsaburō
- Osamu Takizawa : Yasuke
- Kanjūrō Arashi : Heiroku

## Autour du film
Le personnage de Zatoïchi est issu d'une adaptation d'une courte nouvelle de Kan Shimozawa parue en 1961 et qui sert de prélude à un roman historique basé sur des faits réels. 